# Bolintin-Vale
Bolintin-Vale város Giurgiu megyében, Munténiában, Romániában.

## Fekvése
A megye északi részén, Bukarestől 24 km-re nyugatra, a megyeszékhelytől Giurgiutól pedig 60 km-re található.
Két egymással párhuzamosan, dél felé haladó folyó, az Argeș és a Sabarul, mentén helyezkedik el.

## Történelem
Első írásos említése 1433-ból való.
Városi rangot 1989-ben kapott.

## Hírességek
- Dimitrie Bolintineanu (1819 - 1872) - költő, politikus, diplomata, az 1848-as forradalom résztvevője.